# Aeschynomene foliolosa
Aeschynomene foliolosa är en ärtväxtart som beskrevs av Velva Elaine Rudd. Aeschynomene foliolosa ingår i släktet Aeschynomene och familjen ärtväxter. Inga underarter finns listade i Catalogue of Life.